# Ruston (Luisiana)
Ruston é uma cidade localizada no estado americano de Luisiana, na Paróquia de Lincoln.

## Demografia
Segundo o censo americano de 2000, a sua população era de 20.546 habitantes.
Em 2006, foi estimada uma população de 20.522, um decréscimo de 24 (-0.1%).

## Geografia
De acordo com o United States Census Bureau tem uma área de
47,0 km², dos quais 46,8 km² cobertos por terra e 0,2 km² cobertos por água.

## Localidades na vizinhança
O diagrama seguinte representa as localidades num raio de 20 km ao redor de Ruston.